# Lacus Excellentiae

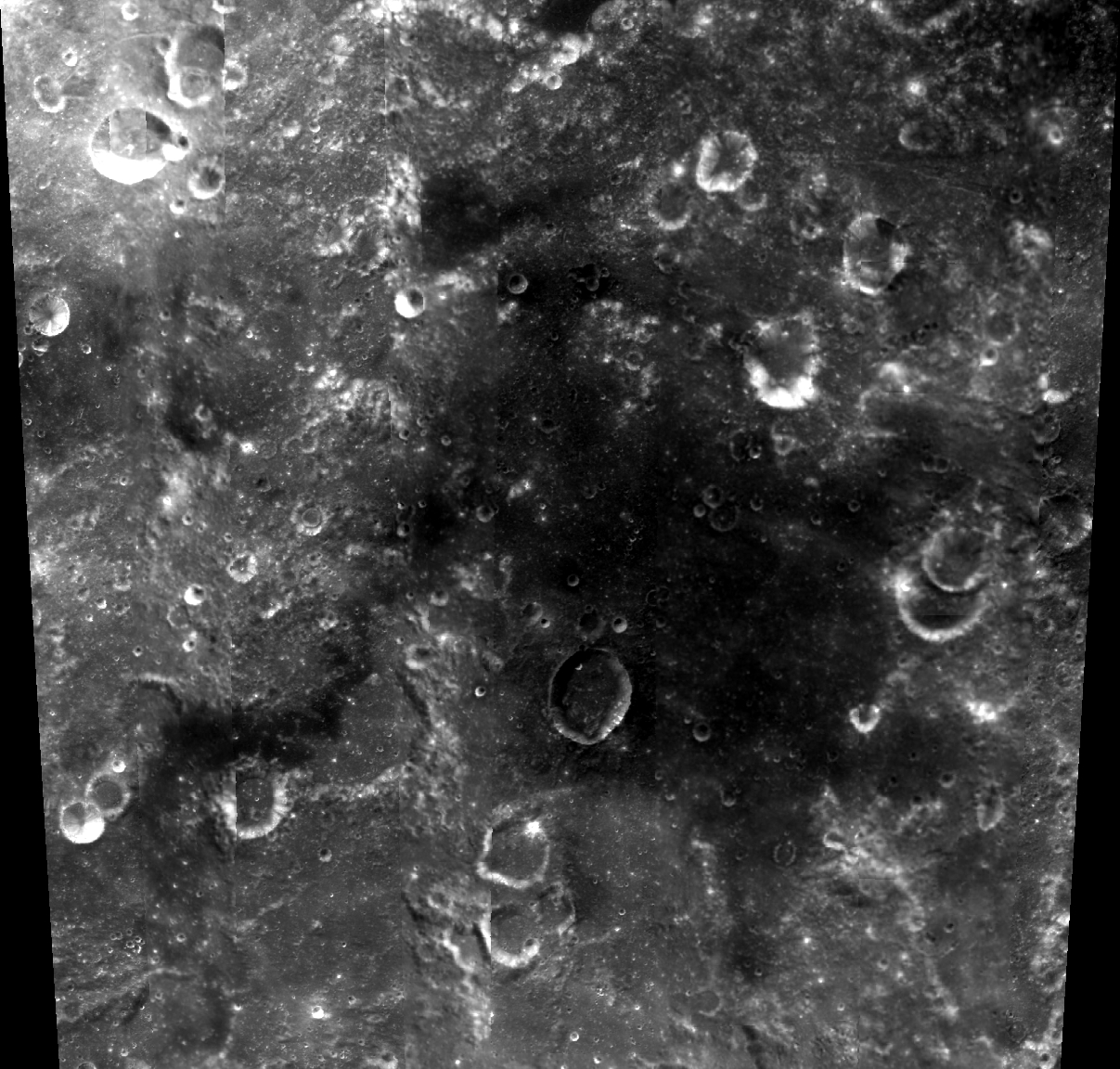
Lacus Excellentiae

Lacus Excellentiae (Lac d'Excellence en français) est un lac lunaire relativement petit et irrégulier situé dans les latitudes sud de la Lune, au centre d'un terrain accidenté au sud de la plus grande Mare Humorum. La caractéristique la plus marquante à l'intérieur de ce bassin est le petit cratère Clausius (en).
Les coordonnées sélénographiques sont −35,4, −44 pour un diamètre de 184 km. Le nom de cette mare lunaire est un ajout relativement récent à la nomenclature lunaire puisqu'il a été officiellement approuvé en 1976 par l'Union astronomique internationale.
Le Lacus Excellentiae fut le point d'impact choisi pour la sonde orbitale SMART-1. La sonde s'écrasa sur la surface lunaire le 3 septembre 2006 et fut observée attentivement pour déterminer les propriétés des matériaux éjectés.